# Erzengel-Michaels-Kirche (Nová Role)

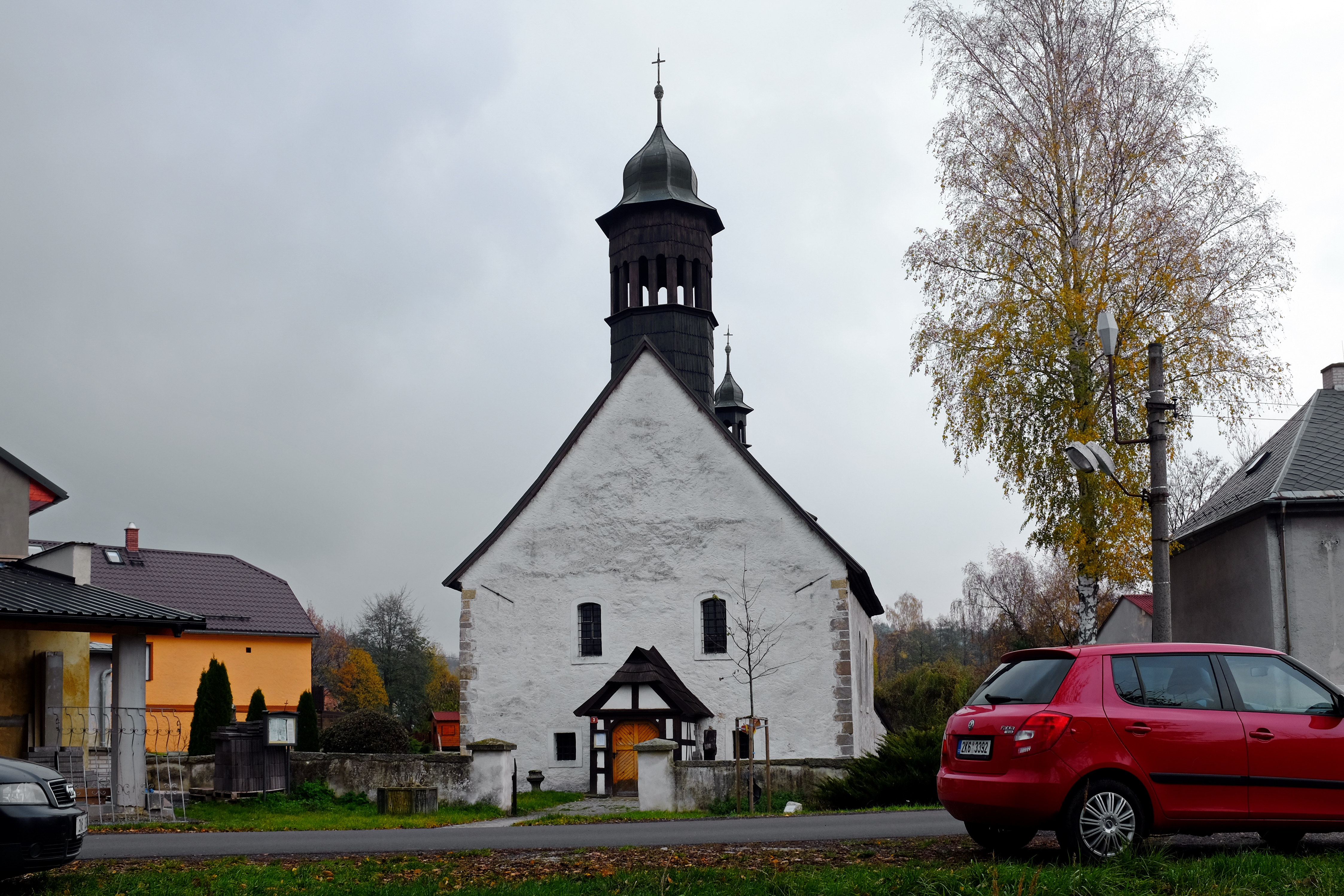
St. Michael in Nová Role

Die Kirche des heiligen Erzengels Michael kurz Erzengel-Michaels-Kirche (tschechisch Kostel svatého Michaela) in Nová Role (deutsch Neurohlau) in Tschechien ist eine römisch-katholische Filialkirche.

## Geschichte

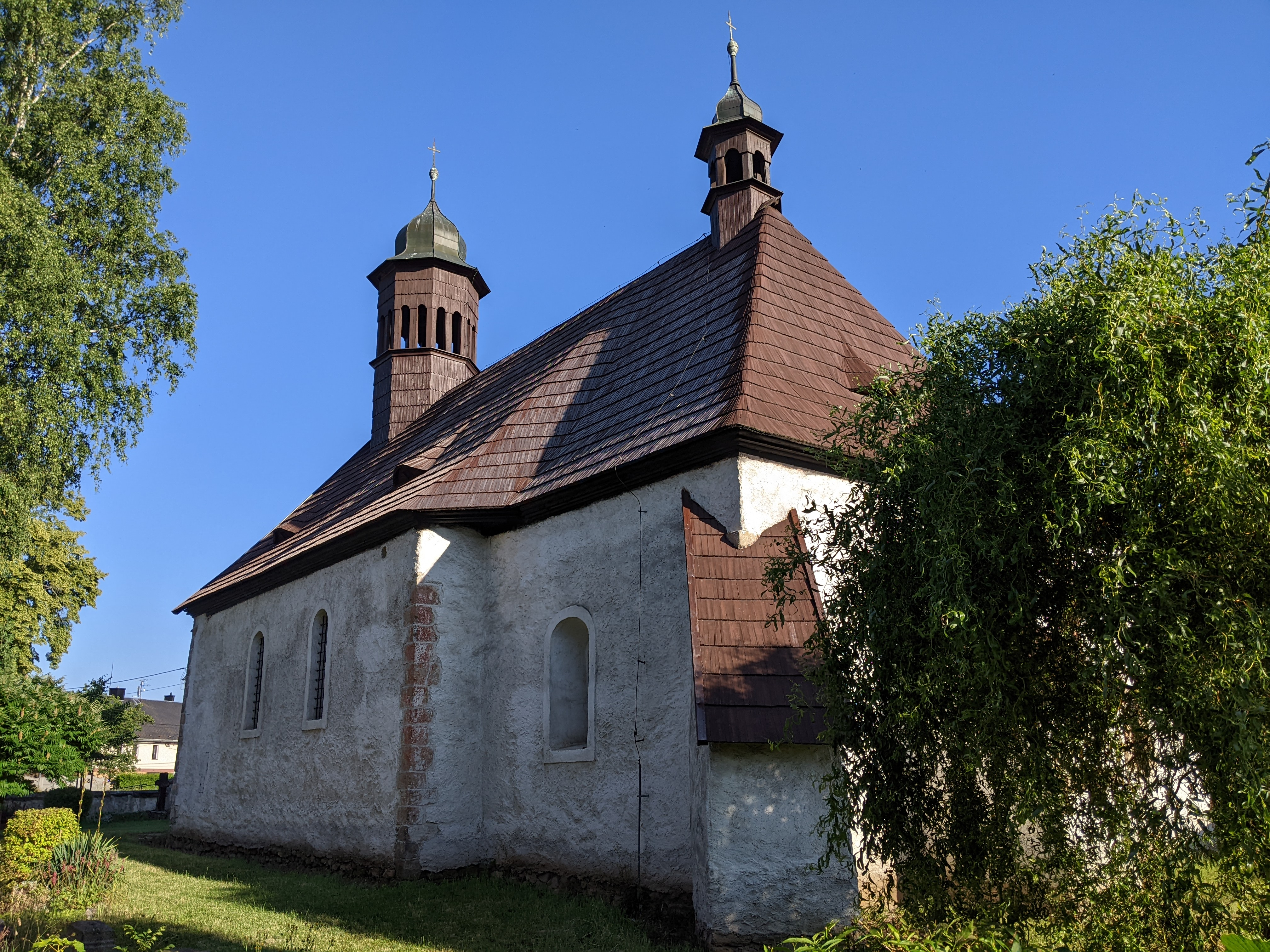
Rückansicht

Die Kirche steht unter dem Patrozinium des Erzengels Michael. Angeblich ließen sie Mitte des 13. Jahrhunderts Zisterzienser errichten. Die Ersterwähnung einer Kapelle erfolgte 1293 als Filiale der Pfarrei St. Anna in Zettlitz. Damals stand sie unter dem Patronat der Kreuzherren mit dem Roten Stern. Die ursprünglich romanischen Kirche, von denen noch Teile des Mauerwerks erhalten sind, wurde im Laufe der Jahrhundert vergrößert und erweitert. Im 16. Jahrhundert erhielt die Kirche ein neues Langhaus. Zeitweise, bis zum Ende des 16. Jahrhunderts evangelisch, war sie im 17. Jahrhundert nacheinander Filiale der Pfarreien Heinrichsgrün, Zettlitz und Unter-Chodau. Die Nostitz brachten das Gotteshaus 1781 in seine heutige Form, mit einem erhöhten Langhaus und hölzernen Glockenturm an der Fassade. Nach der Vertreibung der deutschen Bevölkerung blieb die Kirche unbenutzt und verfiel. Durch Überflutung des Rohlaubaches und Vandalismus ging auch das gesamte Mobiliar verloren. Eine gegründete Bürgerinitiative setzte sich in den 1990er Jahren für einen Wiederaufbau ein. Bei der Sanierung konnten damals Archäologen die Fundamente von zwei Altären nachweisen. 1993 erfolgte die Neuweihe durch den Bischof von Prag František Lobkowicz. Sie ist heute eine Filialkirche der Pfarrei St. Peter und Paul in Hroznětín.